# Arthrinium algicola
Arthrinium algicola är en svampart som först beskrevs av N.J. Artemczuk, och fick sitt nu gällande namn av E.B.G. Jones, Sakay., Suetrong, Somrith. & K.L. Pang 20 10. Arthrinium algicola ingår i släktet Arthrinium och familjen Apiosporaceae.   Inga underarter finns listade i Catalogue of Life.